# Deporaus
Deporaus is een geslacht van kevers uit de  familie van de Rhynchitidae.

## Soorten
- Deporaus affectatus (Faust, 1887)
- Deporaus azarovae (Legalov, 2006)
- Deporaus betulae (Linnaeus, 1758) (berkensigarenmaker)
- Deporaus brunneoclavus (Legalov, 2007)
- Deporaus cangshauensis (Legalov, 2007)
- Deporaus femoralis (Kôno, 1928)
- Deporaus flaviclavus (Legalov, 2007)
- Deporaus gunlaishanensis (Legalov, 2007)
- Deporaus hartmanni (Voss, 1929)
- Deporaus hingensis (Legalov, 2007)
- Deporaus kangdingensis (Legalov, 2007)
- Deporaus lewisi Legalov, 2007
- Deporaus lizipingensis (Legalov, 2007)
- Deporaus mugezoensis (Legalov, 2007)
- Deporaus nanlingensis (Legalov, 2007)
- Deporaus nidificus (Sawada & Lee, 1986)
- Deporaus pacatus (Faust, 1882)
- Deporaus podager (Desbrochers des Loges, 1889)
- Deporaus pseudopacatus (Legalov, 2007)
- Deporaus septentrionalis (Sawada, 1993)
- Deporaus unicolor (Roelofs, 1874)
- Deporaus weishanensis (Legalov, 2007)